# Kecamatan Bojonegara
Kecamatan Bojonegara är ett distrikt i Indonesien.   Det ligger i provinsen Banten, i den västra delen av landet, 90 km väster om huvudstaden Jakarta.